# خيسوس أغيلار
خيسوس أغيلار (بالإسبانية: Jesús Aguilar)‏ هو لاعب كرة قاعدة فنزويلي، ولد في 30 يونيو 1990 في ماراكاي في فنزويلا.

## وصلات خارجية
- خيسوس أغيلار على موقع دوري كرة القاعدة الرئيسي (الإنجليزية)
- خيسوس أغيلار على موقع الدوري الياباني لكرة القاعدة (الإنجليزية)
- خيسوس أغيلار على موقعبيزبول رفرنس.كوم (الدوري الرئيسي) (الإنجليزية)
- خيسوس أغيلار على موقعبيزبول رفرنس.كوم (الدوري الثانوي) (الإنجليزية)
- خيسوس أغيلار على موقع إي إس بي إن.كوم (أم.أل.بي) (الإنجليزية)
- خيسوس أغيلار على موقع مشجعي الرسوم البيانية (الإنجليزية)